# Iwachniwci
Iwachniwci (ukr. Івахнівці; pol. hist. Iwachnowce) – wieś na Ukrainie, w obwodzie chmielnickim, w rejonie czemerowskim.
W 1885 w Iwachnowcach urodził się Ludwik Kubicki, major Wojska Polskiego, kawaler Orderu Virtuti Militari.

## Dwór
- dwukondygnacyjny murowany dwór wybudowany w 1808 r. przez braci: Aleksandra, Antoniego i Wincentego Czerwińskich[2]. Od frontu wnęka z czterema kolumnami przedzielonymi na wysokości piętra balkonem. Od ogrodu również posiadał  czterokolumnowymi portyk[3]. Obiekt zniszczony w 1918 r.[4].